# Lloyd Kelly
Pour les articles homonymes, voir Kelly.
Lloyd Kelly, né le 1er octobre 1998 à Bristol en Angleterre, est un footballeur anglais qui évolue au poste de défenseur central à la Juventus FC, en prêt de Newcastle United.

## Biographie

### En club
Le 8 août 2017, Kelly fait ses débuts en faveur de Bristol City lors d'un match de la Coupe de la Ligue contre Plymouth Argyle (victoire 5-0). Il inscrit deux buts en quarante-huit matchs toutes compétitions confondues en l'espace de deux saisons sous le maillot de son club formateur.
Le 18 mai 2019, Kelly s'engage avec l'AFC Bournemouth.
Le 13 juin 2024, en fin de contrat avec son club, il signe un contrat de 5 ans avec Newcastle United.
Le 3 février 2025, Kelly a rejoint la Juventus en prêt, avec une obligation d'achat à la fin de la saison.

### En sélection
Kelly est capitaine de la sélection anglaise des moins de 20 ans à deux reprises en octobre 2018.
Le 15 novembre 2018, il joue son premier match avec l'équipe d'Angleterre espoirs, remplaçant Jake Clarke-Salter après seulement quatre minutes de jeu contre l'Italie.
Le 27 mai 2019, il fait partie des vingt-trois joueurs sélectionnés pour participer à l'Euro espoirs 2019 avec l'équipe d'Angleterre.

## Statistiques
| Saison                | Club                  | Championnat           | Championnat | Championnat | Championnat | Coupe nationale | Coupe nationale | Coupe nationale | Coupe de la Ligue | Coupe de la Ligue | Coupe de la Ligue | Compétition(s) continentale(s) | Compétition(s) continentale(s) | Compétition(s) continentale(s) | Compétition(s) continentale(s) | Coupe du monde des clubs de la FIFA | Coupe du monde des clubs de la FIFA | Coupe du monde des clubs de la FIFA | Total | Total | Total |
| Saison                | Club                  | Division              | M.          | B.          | P.d.        | M.              | B.              | P.d.            | M.                | B.                | P.d.              | Comp.                          | M.                             | B.                             | P.d.                           | M.                                  | B.                                  | P.d.                                | M.    | B.    | P.d.  |
| 2017-2018             | Bristol City          | Championship          | 11          | 1           | 1           | 1               | 0               | 0               | 2                 | 0                 | 0                 | -                              | -                              | -                              | -                              | -                                   | -                                   | -                                   | 14    | 1     | 1     |
| 2018-2019             | Bristol City          | Championship          | 32          | 1           | 0           | 1               | 0               | 0               | 1                 | 0                 | 0                 | -                              | -                              | -                              | -                              | -                                   | -                                   | -                                   | 34    | 1     | 0     |
| Sous-total            | Sous-total            | Sous-total            | 43          | 2           | 1           | 2               | 0               | 0               | 3                 | 0                 | 0                 | -                              | -                              | -                              | -                              | -                                   | -                                   | -                                   | 48    | 2     | 1     |
| 2019-2020             | AFC Bournemouth       | Premier League        | 8           | 0           | 0           | -               | -               | -               | 1                 | 0                 | 0                 | -                              | -                              | -                              | -                              | -                                   | -                                   | -                                   | 9     | 0     | 0     |
| 2020-2021             | AFC Bournemouth       | Championship          | 38          | 1           | 4           | 1               | 0               | 0               | 2                 | 0                 | 0                 | -                              | -                              | -                              | -                              | -                                   | -                                   | -                                   | 41    | 1     | 4     |
| 2021-2022             | AFC Bournemouth       | Championship          | 41          | 1           | 1           | -               | -               | -               | 1                 | 0                 | 0                 | -                              | -                              | -                              | -                              | -                                   | -                                   | -                                   | 42    | 1     | 1     |
| 2022-2023             | AFC Bournemouth       | Premier League        | 23          | 0           | 2           | 1               | 0               | -               | -                 | -                 | -                 | -                              | -                              | -                              | -                              | -                                   | -                                   | -                                   | 24    | 0     | 2     |
| 2023-2024             | AFC Bournemouth       | Premier League        | 23          | 0           | 1           | 1               | 1               | 0               | 1                 | 0                 | 0                 | -                              | -                              | -                              | -                              | -                                   | -                                   | -                                   | 25    | 1     | 1     |
| Sous-total            | Sous-total            | Sous-total            | 133         | 2           | 8           | 3               | 1               | 0               | 5                 | 0                 | 0                 | -                              | -                              | -                              | -                              | -                                   | -                                   | -                                   | 141   | 3     | 8     |
| 2024-2025             | Newcastle United      | Premier League        | 10          | 0           | 1           | 1               | 0               | 0               | 3                 | 0                 | 0                 | -                              | -                              | -                              | -                              | -                                   | -                                   | -                                   | 14    | 0     | 1     |
| 2024-2025             | Juventus FC (prêt)    | Serie A               | 12          | 0           | 0           | 1               | 0               | 0               | -                 | -                 | -                 | C1                             | 2                              | 0                              | 0                              | 4                                   | 0                                   | 0                                   | 19    | 0     | 0     |
| Total sur la carrière | Total sur la carrière | Total sur la carrière | 198         | 4           | 12          | 7               | 1               | 0               | 11                | 0                 | 0                 | -                              | 2                              | 0                              | 0                              | 4                                   | 0                                   | 0                                   | 222   | 5     | 12    |

## Palmarès

### En club
- AFC Bournemouth
  - Vice-champion d'Angleterre de deuxième division en 2022.

### Distinctions personnelles
- Membre de l'équipe type du Championnat d'Angleterre de deuxième division en 2021-2022